# Fatih Akyel
Fatih Akyel (Istambul, 26 de dezembro de 1977) é um treinador e ex-futebolista profissional turco, que atuava como defensor. Ele jogou como zagueiro em clubes como Galatasaray e Fenerbahçe durante seus 15 anos de carreira. Ele foi internacional pela seleção turca 64 vezes, de 1997 a 2004, e também ganhou a medalha de prata com a seleção olímpica nos Jogos do Mediterrâneo de 1997.

## Carreira
Nascido em Istambul, Fatih iniciou sua carreira profissional no clube local Galatasaray. Ele assinou seu primeiro contrato profissional com o clube em 31 de julho de 1995. No entanto, não disputou nenhuma partida pela equipe e foi transferido para o Bakırköyspor na temporada seguinte. Fatih fez 29 partidas pelo clube e conquistou sua primeira internacionalização pela seleção turca de futebol sub-21. No final da temporada, regressou ao Galatasaray. Ele jogou pelo clube por quatro anos, conquistando três títulos da Süper Lig e três títulos da Copa da Turquia. Fez também parte da equipa que venceu a Taça UEFA de 1999-2000 e a SuperTaça Europeia de 2000, ajudando Mário Jardel na vitória do jogo contra o Real Madrid. Akyel integrou a Seleção Turca de Futebol na Eurocopa de 2000.[carece de fontes?]
Fatih ingressou no RCD Mallorca no início da temporada 2001-02, mas retornou rapidamente à Turquia, assinando pelo Fenerbahçe em 4 de dezembro de 2001, após cinco jogos pelo clube espanhol. Com o Fenerbahçe, ele conquistou outro título da Süper Lig em 2003-04. Fatih fez 70 partidas pelo clube antes de seu contrato ser rescindido em 8 de novembro de 2004. Ele assinou com o clube alemão VfL Bochum em 2005, fazendo uma aparição. O PAOK contratou-o na temporada seguinte, onde disputou 16 jogos antes de regressar à Turquia nas férias de inverno, desta vez para o Trabzonspor. Ele passou uma temporada no clube do Mar Negro antes de ser transferido para o Gençlerbirliği em 1 de fevereiro de 2007. No entanto, ele não fez nenhuma aparição pelo clube.
Mais tarde, Fatih assinou pelo MKE Ankaragücü em 2 de julho de 2007, mas rapidamente deixou o clube, assinando pelo Kasımpaşa em 3 de setembro de 2007. Ele passou três anos no clube, sendo o último ano emprestado ao Kocaelispor. Em 27 de janeiro de 2010, Fatih assinou com o KFC Uerdingen 05. No entanto, dois dias depois ele anunciou via SMS que não iria ingressar no clube. Akyel jogou pela última vez pelo Tepecikspor, fazendo uma aparição pelo clube antes de ser preso em março de 2010 sob acusações de manipulação de resultados em 2007 e 2008.

## Carreira internacional
Fatih começou sua carreira internacional com a seleção Sub-18 em 1995, somando nove internacionalizações. Ele foi promovido à seleção Sub-21 da Turquia em 1996, onde somou uma internacionalização. Ele participou dos Jogos do Mediterrâneo de 1997, sendo titular em todas as cinco partidas rumo à conquista da medalha de prata. Em sete anos, Fatih somou 64 internacionalizações pela seleção turca.

## Títulos
Os títulos que Fatih conquistou são:[carece de fontes?]
Seleção Turca
- Copa do Mundo de Futebol de 2002: 3º Lugar
- Copa das Confederações de 2003: 3º Lugar